# Адолф Покорни
Адолф Покорни (на немски: Adolf Pokorny) е германски доктор. По време на нацисткия режим, участва в медицински експерименти, провеждани върху затворници от концентрационни лагери.

## Биография
Покорни е на фронта от март 1915 г. до септември 1918 г. в Първата световна война. Той получава много медали и е освободен по-късно с ранг на втори лейтенант.
Той завършва медицина на 22 март 1922 г. и получава медицински лиценз. След 2 години клинично обучение започва практика в Комотау, специализирана в кожни и полово предавани болести. Неговата молба да се присъедини към нацистката партия е отхвърлена през 1939 г., защото в миналото е женен за еврейска лекарка, с която се развежда през април 1935 г.
По време на Втората световна война Покорни работи като медицински служител на германските въоръжени сили. Покорни, който е почитател на Хайнрих Химлер, пише на Химлер, че подкрепя решението му да стерилизира еврейските военнопленници. Покорни пише, за да посъветва Химлер да използва сок от каладиум, което причинява стерилизация при мъже и жени. Този метод е използван по-късно за стерилизиране на хиляди жени в концлагера Аушвиц. Покорни е съден от Американския военен трибунал № I (известен също като Докторски процес) през август 1947 г. Той обаче е оправдан, че е участвал в задължителни експерименти за стерилизация.